# Acido 1-amminociclopropano-1-carbossilico
L'acido 1-amminociclopropano-1-carbossilico (ACC) è un alfa-amminoacido in cui l'atomo di carbonio alfa fa parte di un anello ciclopropano. Costituisce il diretto precursore nella biosintesi del fitormone etilene. Viene biosintetizzato dalla S-adenosil metionina, reazione catalizzata dall'enzima 1-amminociclopropano-1-carbossilato sintasi. L'enzima aminociclopropanocarbossilato ossidasi ne catalizza l'ossidazione con formazione tra i prodotti di etilene.